# Cyrus Field
Cyrus West Field, född den 30 november 1819 i Stockbridge, Massachusetts, död den 12 juli 1892, var en amerikansk telegrafpionjär. Han var son till David Dudley Field I samt bror till David, Cyrus och Henry Martyn Field.
Field var ursprungligen affärsman. Han förutsatte sig att skapa en kabelförbindelse för telegrafering mellan Storbritannien och USA. Efter att ha bildat Atlantic Telegraph Co., gjorde han 1857 ett försök, som dock misslyckades. År 1858 upprepades försöket, och 7 augusti 1858 kunde det första telegrammet avsändas från Amerika till Storbritannien. Redan 1 september samma år var dock kabeln förbrukad. År 1865 gjorde Field ett nytt försök. Kabeln, som kostat 13 miljoner kronor brast, men en ny kabel nedlades följande år med gott resultat, och därmed var den första varaktiga telegrafförbindelsen mellan gamla och nya världen upprättad.

## Fotnoter
1. 1 2  SNAC, SNAC Ark-ID: w6n3020k, läs online, läst: 9 oktober 2017.[källa från Wikidata]
2. 1 2  Find a Grave, läs online.[källa från Wikidata]
3. ↑  Encyclopædia Britannica, Encyclopædia Britannica Online-ID: biography/Cyrus-W-Fieldtopic/Britannica-Online, läst: 9 oktober 2017.[källa från Wikidata]
4. ↑  Find a Grave, Find A Grave-ID: 1090, läs online, läst: 9 oktober 2017.[källa från Wikidata]